# Sint-Mariakerk (Neunkirchen)
De Sint-Mariakerk (Duits: St. Marien) is de rooms-katholieke stadsparochiekerk van Neunkirchen in de Duitse deelstaat Saarland. Op het plein voor de kerk staat een Mariazuil van de beeldhouwer Hans Bogler (Neunkirchen) uit 1954.

## Geschiedenis
De Sint-Mariakerk van nu volgde een barokke zaalkerk uit 1751 op, die in 1884 werd afgebroken. In de jaren 1884-1885 bouwde men op dezelfde plaats naar het ontwerp van de architect Ferdinand Schorbach (Hannover) de huidige kerk.
In 1930 volgde een eerste renovatie van het interieur. Het interieur van de kerk kreeg in de jaren 1945-1947 bij een volgende restauratie een nieuwe kleurstelling. In 1954 volgde een verbouwing, waarbij eveneens de reliëfs van Maria boven de vier kerkportalen werden aangebracht. De altaarruimte werd in het midden van de jaren 1960 in het kader van een nieuwe renovatie heringericht. 
In de jaren 1980 volgden meerdere renovaties. Tussen 1981 en 1986 werd de kerk kleuriger geverfd, werd de toegang via het noordelijk transept dichtgemetseld en ontstond een nieuwe ingang in het zuidelijke zijschip. Het dak, de toren, de apsis en de gevel werden van 1986 tot 1989 gerestaureerd.

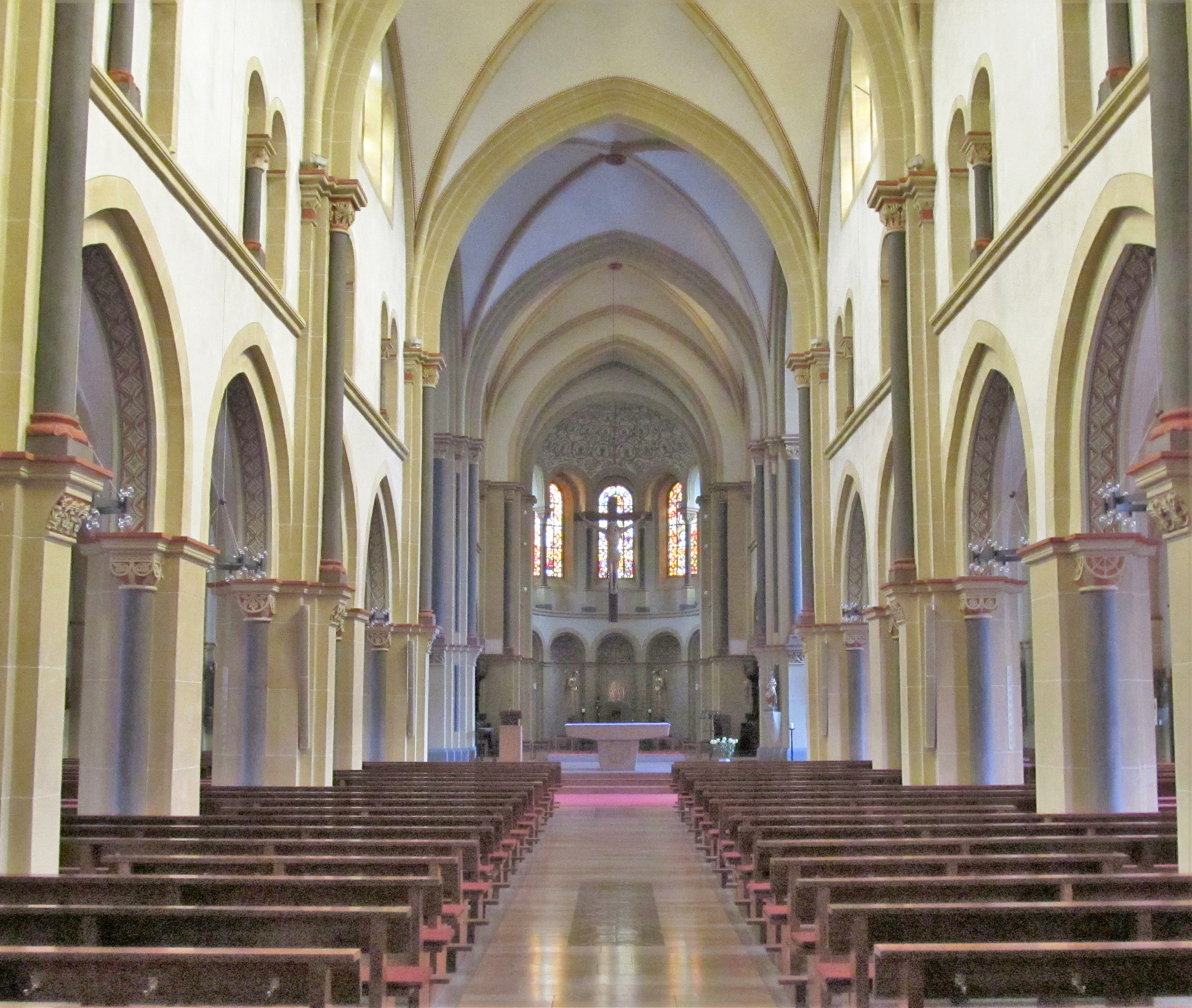
Interieur

## Architectuur
De kruisvormige kerk werd in neoromaanse stijl gebouwd. Het kerkschip bestaat uit een middenschip en twee zijschepen en telt vier traveeën. Aan het kerkschip sluit zich een transept aan, waarachter zich het koor en ten slotte een halfronde apsis bevinden. Het middenschip wordt met een kruisribgewelf overspannen, de beide zijschepen bezitten kruisgraatgewelven.

## Interieur
De ambo en het tabernakel ontstonden tegelijkertijd met de herinrichting van de altaarruimte in de jaren 1960. Tot de inrichting behoren verder een kruisigingsgroep en een piëta, die in de zijschepen te vinden zijn. Daarnaast herbergt de kerk een genadebeeld in de vorm van een Maria-icoon en een groot altaarkruis.  

## Klokken
Het gelui van de kerk bestaat uit vier klokken. Hiervan werden de drie grootste klokken in 1952 door klokkengieter Albert Junker uit Brilon (Westfalen) in brons gegoten. De kleinste klok stamt uit 1924 en werd eveneens in Brilon door Junker & Edelbrock gegoten. Oudere klokken van de kerk werden zowel in de Eerste Wereldoorlog als in de Tweede Wereldoorlog in beslag genomen. 

## Orgel
Het orgel van de kerk werd van 1952 tot 1954 gebouwd. Het staat op een galerij opgesteld en heeft een vrijstaande speeltafel. De windladen zijn sleepladen met elektrische speel- en registertracturen. Het instrument kent 49 registers verdeeld over 3 manualen en een pedaal.  